# (73724) 1993 FA25
(73724) 1993 FA25 – planetoida z pasa głównego asteroid okrążająca Słońce w ciągu 4,12 lat w średniej odległości 2,57 j.a. Odkryta 21 marca 1993 roku.